# Артур і Мініпути (роман)
«Артур і мініпути» — дитячий фентезійний роман французького письменника та відомого режисера Люка Бессона, перша книга серії «Артур», у якій розповідається про пригоди десятирічного хлопчика в чарівній країні маленьких мініпутів. Книга вийшла в 2004 році.

## Історія створення
На відміну від інших письменників Люк Бессон спочатку написав сценарій для фільму. І тільки через деякий час вирішив, що написаний ним план фільму можна переробити в книжку. Переробка зайняла довгих п'ять років, а сценарій був розбитий на дві книжки. Але роман став настільки популярним, що замість запланованих двох, було створено чотири книги. За словами Люка Бессона, в першій частині книги описане його власне дитинство, а образ Артура (до моменту перетворення в мініпута) він писав з самого себе.

## Сюжет
Читаючи старовинну книгу, малий Артур дізнається про загадкову країну крихітних істот — мініпутів. Тільки дід Артура, великий мандрівник, таємничо зниклий кілька років тому, умів проникати туди. Але знання свої він зашифрував. Бабуся Артура потрапила в скруту: її великий будинок можуть відібрати за борги, і онук вирішує проникнути в країну мініпутів, відшукати діда і захований ним скарб. Йому вдається розгадати загадку переходу, і… починаються неймовірні пригоди, під час яких він знайомиться з принцесою Селенією та її братом принцом Барахлюшем.